# كارمن باييخو
كارمن باييخو (بالإسبانية: Carmen Vallejo)‏ ممثلة هزلية أرجنتينية، وُلدت في لابلاتا، الأرجنتين في 26 نوفمبر 1922. بدأت مشوارها الفنى في المسرح ثم توجهت في وقت متأخر إلى الراديو. تزوجت من أوسكار أليمان، وكرست حياتها للتمثيل طوال العقد من 1960 حتى 1970 كما في الأعمال الأتية الصامولة، الكوميديا المرتفعة عائلة كامبانيو. في سنواتها الأخيرة اكتسبت شعبيه كبيرة بفضل الأدوار الكوميدية التي قامت بها في المسلسلات التليفزيونية مثل بونيه أفرنسيا وجسوليروس والمربيه.
في عام 1999، تم تكريمها من قبل مجلس شيوخ دولة الأرجنتين ونالت جائزة على مشوارها الفني المشرف وفي عام 2009 أُقر بها كمواطنه لامعة ومشرفة لمدينة بونس أيرس. في هذه اللحظة كانت قد قامت بأكثر من مائة برنامج تليفزيوني وستين عمل مسرحي.

## السيرة الذاتية

### الطفولة والسنوات الأولى
ولدت كارمن باييخو في لابلاتا في مسكن بجانب سباقات الخيول، بما أنها ابنه كارمن روسا وسنتياجو باييخو (عازف جيتار وحلاق وعازف كمان). في سن الثامنة، اكتشفت رغبتها في أن تكون ممثلة: «عندما كنت أغني في العروض المدرسية، قامت مدارس أخرى باستعارتي من مدرستي ودائما كانوا يطلبون من أحد القساوسة الموجودين في لابلاتا مثل سان بيثنتى دى بول، أن أغني للتلاميذ في عطلة نهاية الأسبوع، يقومون ببعض العروض وبعد ذلك يعرضون نفس الفيلم نريد بيرة 1933».
وأخيرا قررت ترك المدرسة الثانوية لكى تدرس الفن المسرحي والأدب والخطابة، وهناك إخترتها معلمتها، كانديدا سانتا ماريا دى أوتيرو سان مارتين، من بين الكثيرات من الطالبات لكى تمثل العديد من الأعمال المسرحية. في طفولتها، كانت مطلوبة من العديد من المدارس لكى تقوم بغناء بعض الأغاني مثل إذا أنا هكذا والطفلة كارمنثيتا.

### الحياة الشخصية
كانت لديها ثلاث علاقات طوال حياتها، الثانية مع عازف الجيتار والبيانو أوسكار ألمن وداما زواجهما من 1944 حتى توفي أوسكار في 1980، والذي انجبت منه إحدى ابنتها، إنديا ألمن، والتي تعمل كأخصائيه نفسيه. أما ابنتها الكبرى، ثمرة زواجها الأول، سيلبا، وهي ممثله أيضا. وكان لديها ثلاث أحفاد (مارتينا وأجوستينا وخورخلينا- مغنية بلوز) وثلاث أبناء أحفاد أيضا وحما ه لفنان أرتورو بيج.

### الإلقاء والبدايات الفنية
بتشجيع من عائلتها، سجلت في مسابقه وطنيه للألقاء ممثله عن محافظة بونس أيرس، وتم اختيارها كأفضل صوت نسائي عام 1941 وحصلت أيضا على ميدالية ذهبية وعقد عمل والذي بدأت به العمل كمذيعة في محطة راديو العالم. مع بداية هذا العقد، تمكنت من العمل في محطات إذاعية أخرى كراديو سبلنديد وبيلجرانو (كانت تدعى قديما ال أر 3) واستمرت في التمثيل المسرحي مع أستاذتها ومن هذه الأعمال أغنية الربيع والتي لو تتقضى عنها أي أجر. 
خلال عملها في راديو أرجنتين، دعوها للمشاركه كسيدة الشابة في العديد من الأعمال المسرحية الأذاعيه وكانت تابعه لشركات أنوتكو تيلسكا ومالبينا باستورينو، زوجة لويس ساندرينى، التي أشارت اليها دوما بالصديقه الحقيقية. في بداياتها المسرحية ظهرت إلى جانب شخصيات مسرحيه لامعه مثل أوليندا بوثان وبيرينا ديليسى وبيبتا مونيوث أو فرنثيسكو كانارو، في عام 1944 تعرفت على أوسكار ألمن والذي تزوجته وأنجبت منه ابنتها إنديا (عام 1948).
في عام 1951، ظهرت لأول مرة على شاشات السينما في فيلم بوتشلو، بيتشوكا وأنا من إخراج فرناندو بولين، وغامرت في أول المسلسلات التي عرضت على التلفزيون الأرجنتينى وتسمى كوميديا فكاهى مرعبه، عرضت على القناة 7 وهي الآن التلفزيون المحلى. كان تاريخها السينمائي قصير لكنها شاركت في ثمان أفلام من بينهم، رحلة مجانين والنمو المفاجئ وخيه 18 ولويسا وأخرى. في عام 1964، شاركت في فيلم أبنائي الذي أخرجه إدجردو بوردا وشاركت في التمثيل مارتا جونثالث وسيناريو هوجو موسير.

### حياه مكرسة للتلفزيون والمسرح
بعد التمثيل في أعمال تليفزيونيه مع أوسبلدو باتشكو، عرض عليها عام 1965 التمثيل في واحد من أهم البرامج التي قامت بها وهو لا توركا الصامولة. وهو يعتبر من المسلسلات الكوميدية المعروضة في أنجح القنوات الأرجنتينيه حتى عام 1974، وشاركت كارمن في التمثيل نيلى لاينيث وبيثنتى روبينو وتينو بسكالى وجوجو وتونو أندرو ورفائيل كاريت وجيدو جورجاتى وخوليو لوبث. وحصل هذا العمل على جائزة مارتين فيرو عام 1970 كأفضل برنامج كوميدي. البرامج النصية كانت على عاتق خوان كارلوس ميسا وكارلوس جارايكوتشيه.
شاركت كارمن في ثماني وخمسون عمل مسرحي من بينهم تانجولانديا (1957) من تأليف إبو بلاى وتم العرض على مسرح الرئيس ألبير; (1966) نصف عالم مع خوليو لوبث; عش الحمامة والتي تعد من الأعمال الأكثر شهرة والتي وصلت للأعلام والسينما; من أعمالها لأخر نسلط الضوء على، نجوم وخادم الطفلة مع لويس ساندرينى وياها من ليلة عرس مع فرنثيسكو تشارميلو ; البنات لديهن أصدقائهن مع إنريكى سيرانو ولينوررينالدى وتانجولانديا مع فرنثيسكو كانارو وإبو بالاى; نزهه مع سلبا ألمن وأرتورو بويج وأعمال أخرى عديده. ومع ذلك فقد عملت كارمن كثيرا في التلفزيون الذي غامرت فيه بمائة برنامج مثل؛ كوميديا عاليه (1965) مع نارثيثو إبانيث مينتا وقانون الحب، عن طريق تيلي في؛ إيمليا لن تأتى وليس كل ما هو خبر وهديه من السماء وكلاهما سيان والجرءه والزواج وأكثر من ذلك ولوس كامبنيوس، تنوعات وعمل أخر بعنوان من أجل كازانوفا. وهناك أعمال أخرى من إنتاجها مثل؛ أنا احب لوسى والذي قامت فيه بأداء صوت الممثلة الأمريكية لوسيل بول، إالخ.
بين عامى 1974 و 1975، قامت بمشاركه مميزة في العمل المسرحي رجال وأكثر من ذلك مع رودلفو بيبان وأرنالدو أندريه على المسرحي المحلى في مار دى بلاطا، بينما من عام 1981 إلى 1983 كانت حاضرة في الإصدار الثانى لمسرحيه لا توركا (الصاموله)، حيث قامت بتقليد الرئيسه السابقة ماريا إستيلا مارتينث دى بيرون. وعندما كانت متعقده مع شركة بروأرتيل، جسدت دور بيبيتا مشاركة مع داريو بيتورى، في مسلسل نعال والدى عام 1984. وبعد عام في 1985، مثلت شخصية ماريا في العمل التلفزيونى قاسى كالصخر وهش كالزجاج، والذي يظهر فيه البطل المهندس المعمارى (بابلو ألركون) يجتاز الحب والكبرياء طوال المسلسل. بعد عشر سنوات بدون الظهور على شاشات السينما قامت بدور ثانوى في ! أحذروا، رجال عاملين!، كوميديا دراميه من إخراج نيرسو كوسنتينو.
على شاشة القناة 9، كانت نظير لجيرمن كروس في هديه من السماء عام (1993)، وقامت بدور الثان بعد لويزينا براندو في ليس كل ما هو خبر (1996)، في نمس العام شاركت في المسلسل الرومانسى الصيف الأخير مع أوسبالدو لابورت وأرثلى جونثالث. وقد حصلت على العديد من الجوائز وشهادات التقدير خلال مشوارها الفنى كالميدالية الذهبية من الصندوق الوطنى للفنون الجميلة وجائزة أحسن ممثله عام 1982 وجائزة نجمة البحر (مار دى بلاطا) وجائزة كاروليتوس (كارلوس باث) وحصلت على جائزة على مشوارها المشرف من قبل لجنة ثقافة مجلس الشيوخ بالأرجنتين والجائزة 9 الذهبية من القناة 9 وجوائو أخرى عديده. في عام 2005 تم ترشيحها لجوائز مارتين فيرو تحت فئة أحسن ممثله في إلقاء الكوميديا وفي عام 2007 نالت جائزة فلورنثيو سانتشيث.

### السنوات الأخيرة
زادت شهرة كارمن في عام 1998 بفضل برنامجها التلفزيونى لوس جاسوليروس والذي حصلت فيه على جائزة كباقى الممثلين مثل ميرسيدس موران. وتم تكريمها أيضا عام 1999 في الصالون الأزرق للمؤتمر خلال مراسم الأحتفال بتقديم جوائز بودستا، حيث شاركوا ممثلون أخرون حصلوا أيضا على شهادات وجوائز. في عام 2004، كتبت سيناريو مسلسل ألوه وعاونت في فيلم خى- 18 الذي يحكى عن الأعتداء الذي حدث في عام 1994 على الجمعية المشتركة الإسرائيلية الأرجنتينية.
في أخر أعمالها، كانت دائما تقوم بدور الجدة المرحه كما في بونه أفرنسيا أو المربيه، مع فلورنسيا بنيا والذين حاذوا أيضا إعجاب الجماهير.
عام 2009، مثلت روسا وبيولتا وسيلسته وتم عرضها على قناة 7، قامت بدور روسا إمراة متقدمة في السن، شاركتها ليونور بنيدتو وأجوستينا تشيرى. في نفس القناة قامت بدور صغير في (اختلافات) مع ابنتها وصهرها وكانت تسمى فرنسيسكا.
«خلال شهر سبتمبر 2009 قدمت في نادى الجاز مع شخص واحد يدعى بينى (سأحكي لك... قصة حياتي) والتي قامت فيها برواية مشوارها وحكايات مرت بحياتها صاحبتها في هذا العمل حفيدتها خورلينا ألمن و خورخى مويا ودانيل كوساريني. و ذكرت في تحقيق صحفي لها في جريدة الأمة عن هذا العرض 
أحببت أن تكون قصة حياتي معرفه للعامة وبدل من كتابة ذكريات قررت ان أعمل ملخص، على خشبة المسرح، سأتحدث عن كل اللحظات اللطيفة واللحظات الجاحدة التي عشتها في مشوار حياتي. كانت سنوات عديدة التي قضيتها في المسارح في إستديوهات الإذاعة والتلفزيون وفي أماكن التصوير. أود أن أقص كل ما عندي من ذكريات، أغانى و موسيقى و صور، مشوارى السينمائي الطويل. ولست مرتبطه أيضا بأي سيناريو)» (كارمن باييخو)
في نوفمبر عام 2009، الهيئة التشريعية لمدينة بونوس أيرس أعتبرتها مواطنه مشرفه لتلك المدينة وأقر بذلك في قاعة دورادوهيبوليتويريغوين في البرلمان المحلى. وقضت كارمن سنواتها الأخيرة متقاعدة وبعيدة عن أي نشاط فنى، وأقيمت مع ابنتها وصهرها في بونوس أيرس ولم يعرف عنها إلا القليل من الأخبار خلال هذه الفترة، بينما قالت ابنتها سيلبا لجريدة الوطنى (البوبولار) في أكتوبر عام 2010 : «لقد أستلمت عروض كثيره للتمثيل في مار دى بلاطا وعرض أخر في قرطبه ولكن لأسباب عائليه ولان أمى أصبحت متقدمه في العمر ولم تتواجد بصحه جيده، أفضل التواجد بالقرب من عائلتى». في عام 2012، أقرت الجمعية الأرجنتينيه لأدارة شئون الممثلين بالامتنان والتقدير لكارمن بايخو وسبعون ممثل أخر قد تجاوزوا سن الثمانون وتم هذ التكريم على مسرح تاباريس. رحلت عن الحياة في فجر يوم عشرين من أبريل 2013، وبناء على رغبة عائلتها لم يتم السهر على جثمانها قبل الدفن وتم دفنها في البانتيون الخاص بالممثلين في مقابر لاتشكاريتا وشيعت الجنازة في إطار من الحميمية.

## تقييم وتأثير
كانت كارمن واحده من أهم رموز المسرح التي تستحق التقدير والإعجاب على أعمالها الأسطورية كما كانت أيضا علامه في التلفزيون الأرجنتينى حتى وفاتها. في عام 1994، مجلة وجوه، صنفت بايخو وابنتها كجيلين من الحنان وجريدة كلارين تقول عنها: «فهى كقسمات السعادة وصندوق كبير من الذكريات ذات فكاهه خاصه تحسد عليها»
في مجلة طائر من نار قالوا عنها:«... بعض الممثلين مثل كالتي قامت بدور تركيه – صوفيا – (كارمن باييخو)، جعلتنا نضحك من أنفسنا أيضا على الرغم من أننى أتفق ان كبار السن استمتعوا بها أكثر». أما في كريكتيريو، إحدى إصدارات سورجوس، صنفها وتينا سيرانو كأكثر الممثلات أقناعا. وفي وسائل الأعلام الأخرى وصفها «ممثله محنكه من الدرجة الأولى». وتم افتتاح صاله باسمها أيضا في مدرسة ريكى باشكوس عام 2011 في لابلاتا.

## أعمالها السينمائية
- صرخه في الدماء. ما بعد الإنتاج
- لويسا (2009)
- السرعة تؤدى للنسيان (2006)
- 18- خى (2004)
- أحذروا، فالرجال يعملون (لم تنشر- 1986)
- ينمو فجاة (1976)
- عيادة الموسيقى (1974)
- رحله المجانين (1974)
- إتفاقية المتشردين (1965)
- بيتشولو وبيتشوكا وأنا (1951)

## روابط خارجية
- كارمن باييخو على موقع IMDb (الإنجليزية)
- كارمن باييخو على موقع قاعدة بيانات الفيلم (الإنجليزية)